# Dale Mortensen
Pour les articles homonymes, voir Mortensen.
Dale Thomas Mortensen, né le 2 février 1939 à Enterprise dans l’Oregon et mort le 9 janvier 2014 à Wilmette dans l'Illinois, est un économiste américain. Il a reçu le Prix de la Banque de Suède en 2010, étant co-lauréat avec Peter Diamond et Christopher Pissarides pour leur analyse des équilibres de marchés en situation de chômage frictionnel (théorie de la recherche d'emploi).
Il est entre autres le coauteur du modèle de Burdett-Mortensen.

## Distinctions
- 1965 : Alexander Henderson Award
- 2005 : IZA Prize in Labor Economics
- 2010 : Prix de la Banque de Suède avec Christopher Pissarides et Peter Diamond

## Publications
- D. Mortensen and E. Nagypál (2007), 'More on unemployment and vacancy fluctuations.' Review of Economic Dynamics 10 (3), p. 327–47.
- D. Mortensen (2005), Wage Dispersion: Why Are Similar Workers Paid Differently?, MIT Press.   (ISBN 0-262-63319-1)
- K. Burdett and D. Mortensen (1998), 'Wage differentials, employer size, and unemployment.' International Economic Review 39, p. 257–73.
- D. Mortensen and C. Pissarides (1994), 'Job creation and job destruction in the theory of unemployment.' Review of Economic Studies 61, p. 397–415.
- D. Mortensen (1986), 'Job search and labor market analysis.' Ch. 15 of Handbook of Labor Economics, vol. 2, O. Ashenfelter and R. Layard, eds., North-Holland.
- D. Mortensen (1982), 'Property rights and efficiency of mating, racing, and related games.' American Economic Review 72 (5), p. 968–79.
- D. Mortensen (1982), 'The matching process as a non-cooperative/bargaining game.' In The Economics of Information and Uncertainty, J. McCall, ed., NBER,  (ISBN 0-226-55559-3).
- D. Mortensen (1972), 'A theory of wage and employment dynamics.' In Microeconomic Foundations of Employment and Inflation Theory, E. Phelps et al., eds., Norton,  (ISBN 978-0-393-09326-1)